# Eliminatórias da Copa do Mundo FIFA de 2010 - Ásia (quarta fase)
Resultados das partidas da quarta fase das eliminatórias asiáticas para a Copa do Mundo FIFA de 2010. As 10 equipes participantes foram divididas em dois grupos de cinco equipes cada. Todas as equipes enfrentaram seus adversários dentro dos grupos, com os dois primeiros de cada classificando-se a Copa do Mundo. As equipes que finalizaram em terceiro nos grupos jogam entre si para tentar a última vaga na repescagem.

## Resultados

### Grupo A
| Equipe      | Pts | J | V | E | D | GP | GC | SG  |
| ----------- | --- | - | - | - | - | -- | -- | --- |
| Austrália   | 20  | 8 | 6 | 2 | 0 | 12 | 1  | +11 |
| Japão       | 15  | 8 | 4 | 3 | 1 | 11 | 6  | +5  |
| Bahrein     | 10  | 8 | 3 | 1 | 4 | 6  | 8  | -2  |
| Catar       | 6   | 8 | 1 | 3 | 4 | 5  | 14 | -9  |
| Uzbequistão | 4   | 8 | 1 | 1 | 6 | 5  | 10 | -5  |

| 6 de setembro de 2008 21:30 (UTC+3) | Bahrein                     | 2 – 3     | Japão                                              | Estádio Nacional do Bahrein, Madinat 'Isa       |
|                                     | Isa 87' · Tanaka 89' (g.c.) | Relatório | S. Nakamura 18' · Endo 44' (pen) · K. Nakamura 85' | Público: 20,000 Árbitro: SIN Abdul Malik Bashir |

| 6 de setembro de 2008 22:00 (UTC+3) | Qatar                                    | 3 – 0     | Uzbequistão | Jassim Bin Hamad Stadium, Doha                     |
|                                     | Siddiq 37' · Hassan 72' · Al Bloushi 89' | Relatório |             | Público: 8,000 Árbitro: MAS Subkhiddin Mohd Salleh |

| 10 de setembro de 2008 20:30 (UTC+5) | Uzbequistão | 0 – 1     | Austrália        | Estádio Pakhtakor, Tashkent                 |
|                                      |             | Relatório | Chipperfield 26' | Público: 34,000 Árbitro: KUW Saad Al Fadhli |

| 10 de setembro de 2008 22:00 (UTC+3) | Qatar       | 1 – 1     | Bahrein    | Jassim Bin Hamad Stadium, Doha           |
|                                      | Quintana 6' | Relatório | Fatadi 67' | Público: 7,000 Árbitro: KOR Kim Dong-Jin |

| 15 de outubro de 2008 19:30 (UTC+10) | Austrália                                       | 4 – 0     | Catar | Suncorp Stadium, Brisbane                     |
|                                      | Cahill 8' · Emerton 17' (pen) 58' · Kennedy 76' | Relatório |       | Público: 34,320 Árbitro: KSA Khalil Al Ghamdi |

| 15 de outubro de 2008 19:30 (UTC+9) | Japão      | 1 – 1     | Uzbequistão   | Estádio Saitama 2002, Saitama                     |
|                                     | Tamada 40' | Relatório | Shatskikh 27' | Público: 55,142 Árbitro: UAE Ali Hamad Al-Badwawi |

| 19 de novembro de 2008 18:00 (UTC+3) | Bahrein | 0 – 1     | Austrália       | Estádio Nacional do Bahrein, Madinat 'Isa  |
|                                      |         | Relatório | Bresciano 90+3' | Público: 10,000 Árbitro: IRN Masoud Moradi |

| 19 de novembro de 2008 19:30 (UTC+3) | Qatar | 0 – 3     | Japão                                      | Jassim Bin Hamad Stadium, Doha          |
|                                      |       | Relatório | T. Tanaka 19' · Tamada 47' · M. Tanaka 68' | Público: 13,000 Árbitro: CHN Sun Baojie |

| 11 de fevereiro de 2009 16:00 (UTC+5) | Uzbequistão | 0 – 1     | Bahrein           | Estádio Pakhtakor, Tashkent                         |
|                                       |             | Relatório | Abdulrahman 90+4' | Público: 30,000 Árbitro: MAS Subkhiddin Mohd Salleh |

| 11 de fevereiro de 2009 19:20 (UTC+9) | Japão | 0 – 0     | Austrália | Estádio Internacional, Yokohama           |
|                                       |       | Relatório |           | Público: 66,000 Árbitro: SYR Muhsen Basma |

| 28 de março de 2009 17:00 (UTC+5) | Uzbequistão                           | 4 – 0     | Catar | Estádio Pakhtakor, Tashkent                |
|                                   | Tadjiyev 34', 45+2', 53' · Soliev 62' | Relatório |       | Público: 18,000 Árbitro: IRN Masoud Moradi |

| 28 de março de 2009 19:20 (UTC+9) | Japão           | 1 – 0     | Bahrein | Estádio Saitama 2002, Saitama             |
|                                   | S. Nakamura 47' | Relatório |         | Público: 57,276 Árbitro: KOR Kim Dong-Jin |

| 1 de abril de 2009 17:15 (UTC+3) | Bahrein   | 1 – 0     | Catar | Estádio Nacional do Bahrein, Madinat 'Isa |
|                                  | Aaish 52' | Relatório |       | Público: 20,000 Árbitro: CHN Sun Baojie   |

| 1 de abril de 2009 20:00 (UTC+11) | Austrália                      | 2 – 0     | Uzbequistão | ANZ Stadium, Sydney                               |
|                                   | Kennedy 66' · Kewell 73' (pen) | Relatório |             | Público: 57,292 Árbitro: UAE Ali Hamad Al-Badwawi |

| 6 de junho de 2009 19:05 (UTC+5) | Uzbequistão | 0 – 1     | Japão      | Estádio Pakhtakor, Tashkent               |
|                                  |             | Relatório | Okazaki 9' | Público: 34,000 Árbitro: SYR Muhsen Basma |

| 6 de junho de 2009 19:00 (UTC+3) | Qatar | 0 – 0     | Austrália | Jassim Bin Hamad Stadium, Doha                 |
|                                  |       | Relatório |           | Público: 7,000 Árbitro: SIN Abdul Malik Bashir |

| 10 de junho de 2009 19:40 (UTC+9) | Japão               | 1 – 1     | Catar           | Estádio Internacional, Yokohama                     |
|                                   | Al Binali 3' (g.c.) | Relatório | Yahya 53' (pen) | Público: 60,256 Árbitro: MAS Subkhiddin Mohd Salleh |

| 10 de junho de 2009 20:00 (UTC+10) | Austrália                   | 2 – 0     | Bahrein | ANZ Stadium, Sydney                             |
|                                    | Sterjovski 55' · Carney 88' | Relatório |         | Público: 39,540 Árbitro: OMA Abdullah Al Hilali |

| 17 de junho de 2009 19:30 (UTC+3) | Bahrein         | 1 – 0     | Uzbequistão | Estádio Nacional do Bahrein, Madinat 'Isa  |
|                                   | Abdulrahman 73' | Relatório |             | Público: 14,100 Árbitro: IRN Masoud Moradi |

| 17 de junho de 2009 20:20 (UTC+10) | Austrália       | 2 – 1     | Japão      | Melbourne Cricket Ground, Melbourne           |
|                                    | Cahill 59', 77' | Relatório | Tanaka 39' | Público: 69,238 Árbitro: KSA Khalil Al Ghamdi |

### Grupo B
| Equipe                 | Pts | J | V | E | D | GP | GC | SG  |
| ---------------------- | --- | - | - | - | - | -- | -- | --- |
| Coreia do Sul          | 16  | 8 | 4 | 4 | 0 | 12 | 4  | +8  |
| Coreia do Norte        | 12  | 8 | 3 | 3 | 2 | 7  | 5  | +2  |
| Arábia Saudita         | 12  | 8 | 3 | 3 | 2 | 8  | 8  | 0   |
| Irã                    | 11  | 8 | 2 | 5 | 1 | 8  | 7  | +1  |
| Emirados Árabes Unidos | 1   | 8 | 0 | 1 | 7 | 6  | 17 | -11 |

| 6 de setembro de 2008 22:15 (UTC+4) | Emirados Árabes Unidos | 1 – 2     | Coreia do Norte                      | Al Jazira Mohammed Bin Zayed Stadium, Abu Dhabi |
|                                     | Basheer Saeed 85'      | Relatório | Choe Kum-Chol 72' · An Chol-Hyok 80' | Público: 10,000 Árbitro: UZB Ravshan Irmatov    |

| 6 de setembro de 2008 22:15 (UTC+3) | Árabia Saudita | 1 – 1     | Irã          | Estádio Internacional Rei Fahd, Riad     |
|                                     | Al Harthi 29'  | Relatório | Nekounam 81' | Público: 50,000 Árbitro: AUS Mark Shield |

| 10 de setembro de 2008 20:00 (UTC+8) | Coreia do Norte        | 1 – 1     | Coreia do Sul    | Estádio Hongkou, Xangai (CHN)            |
|                                      | Hong Yong-Jo 64' (pen) | Relatório | Ki Sung-Yong 69' | Público: 3,000 Árbitro: SYR Muhsen Basma |

| 10 de setembro de 2008 22:15 (UTC+4) | Emirados Árabes Unidos | 1 – 2     | Arábia Saudita            | Al Jazira Mohammed Bin Zayed Stadium, Abu Dhabi |
|                                      | Subait Khater 23'      | Relatório | Autef 69' · Al Fraidi 73' | Público: 15,000 Árbitro: JPN Yuichi Nishimura   |

| 15 de outubro de 2008 20:00 (UTC+9) | Coreia do Sul                                             | 4 – 1     | Emirados Árabes Unidos | Estádio Sang-am, Seul                       |
|                                     | Lee Keun-Ho 20' 80' · Park Ji-Sung 26' · Kwak Tae-Hee 89' | Relatório | Al Hammadi 72'         | Público: 30,000 Árbitro: AUS Matthew Breeze |

| 15 de outubro de 2008 17:00 (UTC+3:30) | Irã                          | 2 – 1     | Coreia do Norte | Estádio Azadi, Teerã                            |
|                                        | Mahdavikia 9' · Nekounam 63' | Relatório | Jong Tae-Se 72' | Público: 60,000 Árbitro: OMA Abdullah Al Hilali |

| 19 de novembro de 2008 19:15 (UTC+4) | Emirados Árabes Unidos | 1 – 1     | Irã         | Estádio Al Maktoum, Dubai                          |
|                                      | Jumaa 19'              | Relatório | Bagheri 81' | Público: 8,000 Árbitro: MAS Subkhiddin Mohd Salleh |

| 19 de novembro de 2008 19:35 (UTC+3) | Arábia Saudita | 0 – 2     | Coreia do Sul                          | Estádio Internacional Rei Fahd, Riad            |
|                                      |                | Relatório | Lee Keun-Ho 76' · Park Chu-Young 90+2' | Público: 60,000 Árbitro: SIN Abdul Malik Bashir |

| 11 de fevereiro de 2009 15:00 (UTC+9) | Coreia do Norte | 1 – 0     | Arábia Saudita | Estádio Kim Il-sung, Pyongyang               |
|                                       | Mun In-Guk 29'  | Relatório |                | Público: 48,000 Árbitro: UZB Ravshan Irmatov |

| 11 de fevereiro de 2009 15:00 (UTC+3:30) | Irã          | 1 – 1     | Coreia do Sul    | Estádio Azadi, Teerã                           |
|                                          | Nekounam 58' | Relatório | Park Ji-Sung 81' | Público: 75,000 Árbitro: AUS Benjamin Williams |

| 28 de março de 2009 15:30 (UTC+9) | Coreia do Norte                     | 2 – 0     | Emirados Árabes Unidos | Estádio Kim Il-sung, Pyongyang              |
|                                   | Pak Nam-Chol 51' · Mun In-Guk 90+3' | Relatório |                        | Público: 50,000 Árbitro: AUS Matthew Breeze |

| 28 de março de 2009 19:00 (UTC+4:30) | Irã         | 1 – 2     | Arábia Saudita            | Estádio Azadi, Teerã                           |
|                                      | Shojaei 57' | Relatório | Hazazi 79' · Al Harbi 87' | Público: 100,000 Árbitro: JPN Yuichi Nishimura |

| 1 de abril de 2009 20:00 (UTC+9) | Coreia do Sul   | 1 – 0     | Coreia do Norte | Estádio Sang-am, Seul                           |
|                                  | Kim Chi-Woo 86' | Relatório |                 | Público: 48,000 Árbitro: OMA Abdullah Al Hilali |

| 1 de abril de 2009 20:30 (UTC+3) | Arábia Saudita                                | 3 – 2     | Emirados Árabes Unidos      | Estádio Internacional Rei Fahd, Riad                |
|                                  | Autef 4' (pen) · Juma 70' (g.c.) · Hazazi 85' | Relatório | Al Shehhi 38' · Matar 45+1' | Público: 70,000 Árbitro: MAS Subkhiddin Mohd Salleh |

| 6 de junho de 2009 17:00 (UTC+9) | Coreia do Norte | 0 – 0     | Irã | Estádio Yanggakdo, Pyongyang            |
|                                  |                 | Relatório |     | Público: 30,000 Árbitro: CHN Sun Baojie |

| 6 de junho de 2009 20:15 (UTC+4) | Emirados Árabes Unidos | 0 – 2     | Coreia do Sul                        | Al-Maktoum Stadium, Dubai                    |
|                                  |                        | Relatório | Park Chu-Young 9' · Ki Sung-Yong 37' | Público: 4,000 Árbitro: QAT Abdullah Balideh |

| 10 de junho de 2009 19:00 (UTC+4:30) | Irã        | 1 – 0     | Emirados Árabes Unidos | Estádio Azadi, Teerã                         |
|                                      | Karimi 53' | Relatório |                        | Público: 38,000 Árbitro: UZB Ravshan Irmatov |

| 10 de junho de 2009 20:00 (UTC+9) | Coreia do Sul | 0 – 0     | Arábia Saudita | Estádio Sang-am, Seul                          |
|                                   |               | Relatório |                | Público: 32,510 Árbitro: AUS Benjamin Williams |

| 17 de junho de 2009 20:00 (UTC+9) | Coreia do Sul    | 1 – 1     | Irã         | Estádio Sang-am, Seul                         |
|                                   | Park Ji-Sung 82' | Relatório | Shojaei 52' | Público: 40,000 Árbitro: JPN Yuichi Nishimura |

| 17 de junho de 2009 21:00 (UTC+3) | Arábia Saudita | 0 – 0     | Coreia do Norte | Estádio Internacional Rei Fahd, Riad      |
|                                   |                | Relatório |                 | Público: 65,000 Árbitro: SYR Muhsen Basma |